# Diastolia
La diastolia es la rama de la cardiología que estudia la función diastólica del ventrículo izquierdo.
Centra su atención en el llenado ventricular izquierdo, el cual consta de 2 fases: el llenado ventricular rápido y el llenado por la contracción auricular.
Ha tenido mucha difusión en los últimos años. Permite evaluar la función diastólica del ventrículo izquierdo y su altenación produce manifestaciones clínicas como dsnea.
El método de estudio más utilizado es la ecocardiografía.
- Datos: Q5805455